# Fiat Chrysler Automobiles
Fiat Chrysler Automobiles N.V., afgekort met FCA, was een Italiaans-Amerikaanse multinational. De groep werd in oktober 2014 gevormd door een fusie van FIAT SpA en Chrysler.
Per januari 2021 is FCA gefuseerd met PSA en opgegaan in Stellantis.

## Geschiedenis
FCA verkocht in 2015 ruim 4,5 miljoen voertuigen. Noord-Amerika was de belangrijkste afzetmarkt. In de drie landen die de NAFTA uitmaken verkocht FCA 2,6 miljoen voertuigen. In Europa, het Midden-Oosten en Afrika werden  in 2015 1,3 miljoen voertuigen verkocht. De overige 0,8 miljoen exemplaren werden voornamelijk in Latijns-Amerika verkocht, waarmee het aandeel van het snelgroeiende Azië in de totale verkopen zeer klein was. In de Verenigde Staten is FCA met een marktaandeel van 12,6% de op drie na grootste autoverkoper. In Italië had FCA een marktaandeel van bijna 30% en in Brazilië van circa 20%.
Op 5 april 2018 maakte FCA bekend van plan te zijn om Magneti Marelli te verkopen. In oktober werd de koper bekendgemaakt: Calsonic Kansei Corp een Japanse dochteronderneming van CK Holdings uit Hongkong. De afgesproken verkoopprijs is € 6,2 miljard. Er waren 43.000 medewerkers in 19 landen actief voor Magneti Marelli. Op 2 mei 2019 werd de transactie afgerond. FCA ontving € 5,8 miljard, iets minder dan eerder afgesproken vanwege een lichte verslechtering van de financiële positie. Op deze transactie behaalde FCA een boekwinst van € 3,8 miljard, waarvan € 2 miljard was uitgekeerd als speciaal dividend.
In mei 2019 stuurde het bedrijf een uitnodiging om te fuseren met Renault. De twee kregen elk 50% van de nieuwe combinatie in handen volgens de plannen. Samen werden ze met 8,7 miljoen auto’s per jaar de op twee na grootste autobouwer ter wereld. De fusie zou leiden tot forse kostenbesparingen, waaronder zo’n 30% op R&D. Het aantal platforms kon met 20% dalen en het aantal motorenfamilies kon met een derde worden gereduceerd. Het sluiten van fabrieken was niet aan de orde. Volgens de plannen konden de kostenbesparingen na zes jaar gerealiseerd zijn. Het implementeren van de fusie zou eenmalig 3 tot 4 miljard euro gaan kosten. Een paar weken later trok FCA het bod al weer in. Renault wilde, op verzoek van de Franse staat, de stemming over de fusie uitstellen.
Op 31 oktober 2019 maakten FCA en Groupe PSA bekend plannen te hebben voor een fusie. Beide autoproducenten kregen 50% van de aandelen in het nieuwe bedrijf waarvan het hoofdkantoor in Nederland komt. John Elkann van FCA werd voorzitter van het fusiebedrijf en Carlos Tavares van PSA bestuursvoorzitter. Door de fusie ontstond het op drie na grootste autobedrijf ter wereld, met een totale verkoop van 8,7 miljoen voertuigen en een jaaromzet van zo'n € 170 miljard. De twee verwachtten in de komende vier jaar een kleine 4 miljard euro aan kosten te kunnen besparen. Daarbij was men niet uitgegaan van het sluiten van fabrieken, maar banenverlies in Europa viel wel te verwachten. Ze hadden ook het plan hun belang in de onderdelenfabrikant Faurecia te verkopen en de opbrengst als een speciaal dividend uit te keren aan de aandeelhouders. De toezichthouders en aandeelhouders moesten zich toen nog over de fusieplannen buigen.
Eind 2020 gaf de Europese Commissie haar goedkeuring aan de fusie. Op 4 januari 2021 werd de fusie ook goedgekeurd door de aandeelhouders, waardoor de fusie definitief was. De nieuwe fusieonderneming heet Stellantis en het hoofdkantoor waren in Nederland gevestigd. Per 16 januari 2021 was de fusie formeel een feit.

## Dochterbedrijven
Fiat Chrysler Automobiles bestond hoofdzakelijk uit vier dochterondernemingen:
- FCA Italy (voormalig FIAT SpA) met de merken Fiat, Alfa Romeo, Lancia, de tuning-divisie Abarth en motorfabrikant VM Motori.
- FCA US (voormalig Chrysler) met Chrysler, Dodge, Jeep, RAM Trucks, Street and Racing Technology (tuning-divisie) en Mopar.
- Maserati
- Componenten, waaronder bedrijven vallen als Teksid en Comau.

Tot januari 2016 was Ferrari N.V. voor 90% in handen van Fiat, maar deze sportautobouwer is sinds de oprichting van FCA geleidelijk afgestoten en onafhankelijk geworden.

## Resultaten
De resultaten over de periode 2011 tot en met 2015 waren allemaal exclusief Ferrari. Chrysler is veruit het belangrijkste bedrijfsonderdeel dat de grootste bijdrage leverde aan het aantal verkochte voertuigen, de omzet en het resultaat. De daling van het aantal medewerkers in 2018 was het gevolg van de voorgenomen verkoop van Magneti Marelli. In 2020 was Noord-Amerika veruit de meest belangrijke afzetmarkt, hier werd bijna 70% van de omzet gerealiseerd in vergelijking tot minder dan 20% voor Europa.
| Jaar | Autoverkopen (x 1000) | Aantal werknemers (x 1000) | Omzet (in miljarden) | Nettoresultaat (in miljoenen) |
| ---- | --------------------- | -------------------------- | -------------------- | ----------------------------- |
| 2011 | 3175                  | 197                        | 57,6                 | 1398                          |
| 2012 | 4223                  | 218                        | 81,7                 | 896                           |
| 2013 | 4345                  | 229                        | 84,5                 | 1951                          |
| 2014 | 4601                  | 232                        | 93,6                 | 632                           |
| 2015 | 4602                  | 238                        | 110,6                | 377                           |
| 2016 | 4482                  | 234                        | 111,0                | 1814                          |
| 2017 | 4423                  | 236                        | 110,9                | 3510                          |
| 2018 | 4655                  | 199                        | 110,4                | 3632                          |
| 2019 | 4418                  | 192                        | 108,2                | 6630                          |
| 2020 | 3435                  | 190                        | 86,7                 | 24                            |

## Aandeelhouders
De Italiaanse investeringsmaatschappij Exor was met 29% grootaandeelhouder en had voor 42,1% zeggenschap over FCA. Exor wordt op zijn beurt gecontroleerd door de familie Agnelli.
- International Standard Name Identifier: 0000 0004 4901 9474